# Arété de Cyrène
Pour les articles homonymes, voir Arété (homonymie).
Arété (en grec : Ἀρήτη) est une philosophe grecque de l'école des Cyrénaïques du IVe siècle av. J.-C.

## Biographie
Elle vécut vers le début du IVe siècle av. J.-C. Elle était la fille d'Aristippe de Cyrène, disciple de Socrate. 
Arété est parfois mentionnée comme étant la successeur de son père à la tête de l'école cyrénaïque. En fait, on ne sait pas si le fondateur de cette école est son père, Aristippe de Cyrène, ou son fils, Aristippe le Jeune. 
Des spécialistes[Qui ?] doutent qu'elle fût philosophe elle-même, toutefois son fils fut surnommé Métrodidacte (en grec : μητροδίδακτος), c'est-à-dire « formé intellectuellement par sa mère ». 
Certains historiens affirment qu'elle enseigna la philosophie naturelle et l'éthique en Attique. Bien que quarante livres lui soient attribués, aucun fragment ni mention de leur contenu ne nous est à ce jour parvenu.
Arété décède vers 345 av. J.-C..

## Postérité

### Art contemporain
Arété de Cyrène figure parmi les 1 038 femmes référencées dans l'œuvre d’art contemporain The Dinner Party (1979) de Judy Chicago. Son nom y est associé à Aspasie,.